# Toxicodryas vexator
Toxicodryas vexator — вид змій родини полозових (Colubridae). Ендемік Демократичної Республіки Конго. Описаний у 2021 році.

## Поширення і екологія
Toxicodryas vexator мешкають на півдні Демократичної Республіки Конго, в регіоні Катанга. Вони живуть у вологих тропічних лісах.